# Drysdalia
Drysdalia – rodzaj jadowitych węży z rodziny zdradnicowatych (Elapidae).

## Zasięg występowania
Rodzaj obejmuje gatunki występujące w Australii. 

## Systematyka

### Etymologia
Drysdalia: Sir George Russell Drysdale (1912–1981), australijski artysta.

### Podział systematyczny
Do rodzaju należą następujące gatunki: 
- Drysdalia coronoides (Günther, 1858)
- Drysdalia mastersii (Krefft, 1866)
- Drysdalia rhodogaster (Jan & Sordelli(inne języki), 1873)